# ستيفان زوكر
ستيفان زوكر (بالإنجليزية: Stefan Zucker)‏ هو مغني أوبرا ومغني أمريكي، ولد في 1949.